# Typhon Vamei
Le typhon Vamei fut la 28e tempête tropicale et le 20e typhon de la saison cyclonique 2001 du Pacifique. Il s'est formé le 26 décembre 2001 à 1° 24′ N de latitude soit le cyclone tropical le plus proche de l'équateur depuis les premiers enregistrements météorologiques. Il a atteint sa latitude maximum à 4° 37′ 12″ N le 30 décembre 2001. Ce typhon a été nommé d'après le nom d'un oiseau chanteur à huppe blanche (Garrulax leucolophus) très populaire à Macao.